# Yomara Hinestroza
Yomara Hinestroza Murillo (* 20. Mai 1988 in Pradera) ist eine ehemalige kolumbianische Leichtathletin, die sich auf den Sprint spezialisiert hat. Mit der kolumbianischen 4-mal-100-Meter-Staffel wurde sie 2011 Südamerikameisterin und gewann im selben Jahr die Bronzemedaille bei den Panamerikanischen Spielen in Guadalajara.

## Sportliche Laufbahn
Erste Erfahrungen bei internationalen Meisterschaften sammelte Yomara Hinestroza im Jahr 2002, als sie bei den Jugendsüdamerikameisterschaften in Asunción in 12,46 s die Bronzemedaille im 100-Meter-Lauf gewann und mit der kolumbianischen 4-mal-100-Meter-Staffel in 47,3 s die Silbermedaille gewann. Zudem siegte sie in 2:13,94 min in der Sprintstaffel (1000 Meter).Im Jahr darauf belegte sie bei den Juniorensüdamerikameisterschaften in Guayaquil in 12,01 s den vierten Platz über 100 Meter und gelangte mit der 4-mal-100-Meter-Staffel mit 47,05 s ebenfalls auf Rang vier. Anschließend schied sie bei den Jugendweltmeisterschaften in Sherbrooke mit 12,13 s im Halbfinale über 100 Meter aus, wie auch im 200-Meter-Lauf mit 25,21 s. Zudem kam sie mit der Sprintstaffel im Vorlauf nicht ins Ziel. 2004 schied sie bei den Juniorenweltmeisterschaften in Grosseto mit 12,24 s im Semifinale über 100 Meter aus und wurde in der ersten Runde über 200 Meter disqualifiziert. Anschließend gewann sie bei den Jugendsüdamerikameisterschaften in Guayaquil in 11,67 s und 24,35 s jeweils die Silbermedaille über 100 und 200 Meter und sicherte sich in beiden Staffelbewerben die Bronzemedaille. Im Jahr darauf wurde sie bei den Jugendweltmeisterschaften in Marrakesch im Finale über 100 Meter disqualifiziert, ehe sie bei den Südamerikameisterschaften in Cali in 11,50 s den vierten Platz belegte. Anschließend belegte sie bei den Panamerikanischen Juniorenmeisterschaften in Windsor in 11,88 s den vierten Platz über 100 Meter und gelangte mit 24,64 s auf Rang acht über 200 Meter. Zudem gewann sie bei den Juniorensüdamerikameisterschaften in Rosario in 11,71 s und 23,87 s jeweils die Silbermedaille über 100 und 200 Meter sowie in 46,28 s auch in der 4-mal-100-Meter-Staffel. Mit der 4-mal-400-Meter-Staffel siegte sie dort in 3:44,80 min. 2006 belegte sie bei den Ibero-Amerikanischen Meisterschaften in Ponce in 11,82 s den sechsten Platz über 100 Meter und anschließend gelangte sie bei den Zentralamerika- und Karibikspielen (CAC) in Cartagena mit 11,75 s auf den sechsten Platz. Zudem gewann sie dort in 44,32 s die Silbermedaille mit der 4-mal-100-Meter-Staffel hinter dem kubanischen Team. Im August schied sie bei den Juniorenweltmeisterschaften in Peking mit 12,08 s im Halbfinale über 100 Meter aus, ehe sie bei den Südamerikameisterschaften in Tunja in 11,72 s die Silbermedaille hinter der Brasilianerin Rosemar Coelho Neto gewann. Zudem belegte sie dort über 200 Meter in 24,28 s den vierten Platz und gewann im Staffelbewerb in 44,78 s gemeinsam mit Shirley Aragón, María Alejandra Idrobo und Darlenys Obregón die Silbermedaille hinter dem brasilianischen Team. Im November gewann sie bei den U23-Südamerikameisterschaften, die im Zuge der Südamerikaspiele in Buenos Aires ausgetragen wurden, in 11,97 s die Silbermedaille über 100 Meter hinter ihrer Landsfrau Darlenys Obregón und siegte mit der Staffel in 45,14 s. Im Jahr darauf gewann sie bei den Südamerikameisterschaften in São Paulo in 44,68 s gemeinsam mit Felipa Palacios, Brigitte Merlano und Mirtha Brock die Silbermedaille im Staffelbewerb hinter dem brasilianischen Team. Anschließend gewann sie bei den Juniorensüdamerikameisterschaften ebendort in 11,89 s die Bronzemedaille über 100 Meter und belegte in 24,54 s den vierten Plaz über 200 Meter. Zudem gewann sie mit der 4-mal-100-Meter-Staffel in 45,71 s die Silbermedaille und sicherte sich mit der 4-mal-400-Meter-Staffel in 3:50,61 min die Bronzemedaille. Daraufhin schied sie bei den Panamerikanischen Juniorenmeisterschaften ebendort mit 11,98 s im Vorlauf über 100 Meter aus und belegte mit der 4-mal-100-Meter-Staffel in 45,78 s den vierten Platz. 
2008 siegte sie in 11,58 s über 100 Meter bei den Ibero-Amerikanischen Meisterschaften in Iquique und siegte auch mit der 4-mal-100-Meter-Staffel in 44,89 s. Anschließend belegte sie bei den CAC-Meisterschaften in Cali in 11,51 s den sechsten Platz über 100 Meter und gewann im Staffelbewerb in 43,56 s die Silbermedaille hinter dem Team aus Trinidad und Tobago. Daraufhin nahm sie über 100 Meter an den Olympischen Sommerspielen in Peking teil und schied dort mit 11,66 s im Viertelfinale aus. Im Jahr darauf verpasste sie bei den CAC-Meisterschaften in Havanna mit 11,98 s den Finaleinzug über 100 Meter und gewann mit der Staffel in 43,67 s die Silbermedaille hinter dem Team aus St. Kitts and Nevis. Anschließend schied sie bei den Weltmeisterschaften in Berlin mit 11,76 s im Viertelfinale über 100 Meter aus und belegte mit der Staffel in 43,71 s im Finale den achten Platz. Daraufhin belegte sie bei den Juegos Bolivarianos in Sucre in 11,86 s den fünften Platz über 100 Meter. 2010 gewann sie bei den U23-Südamerikameisterschaften, die erneut im Zuge der Südamerikaspiele in Medellín stattfanden, in 11,63 s die Silbermedaille über 100 Meter hinter der Brasilianerin Ana Cláudia Lemos und sicherte sich im Staffelbewerb in 44,94 s die Silbermedaille hinter dem brasilianischen Team. Anschließend belegte sie bei den Ibero-Amerikanischen Meisterschaften in San Fernando in 11,65 s den vierten Platz über 100 Meter und gewann im Staffelbewerb in 44,29 s die Silbermedaille hinter dem brasilianischen Team. Daraufhin gewann sie bei den CAC-Spielen in Mayagüez in 11,51 s die Bronzemedaille über 100 Meter hinter Tahesia Harrigan von den Britischen Jungferninseln und Ayanna Hutchinson aus Trinidad und Tobago. Zudem siegte sie in 43,63 s in der 4-mal-100-Meter-Staffel. Im Jahr darauf gewann sie bei den Südamerikameisterschaften in Buenos Aires in 11,63 s die Silbermedaille über 100 Meter hinter der Brasilianerin Ana Claudia Lemos und belegte in 23,88 s den fünften Platz über 200 Meter. Zudem siegte sie im Staffelbewerb in 44,11 s gemeinsam mit Eliecith Palacios, Maria Alejandra Idrobo und Norma González. Anschließend belegte sie bei den CAC-Meisterschaften in Mayagüez in 43,92 s den vierten Platz im Staffelbewerb und wurde auch über 100 Meter in 11,46 s Vierte. Ende August schied sie bei den Weltmeisterschaften in Daegu mit 11,57 s in der ersten Runde über 100 Meter aus und verpasste mit der Staffel mit 43,53 s den Finaleinzug. Daraufhin klassierte sie sich bei den Panamerikanischen Spielen in Guadalajara mit 11,50 s auf dem sechsten Platz über 100 Meter und gewann mit der Staffel in 43,44 s gemeinsam mit Lina Flórez, Jennifer Padilla und Norma González die Bronzemedaille hinter den Teams aus Brasilien und den Vereinigten Staaten.
2012 belegte sie bei den Ibero-Amerikanischen Meisterschaften in Barquisimeto in 11,77 s den fünften Platz über 100 Meter und anschließend nahm sie erneut an den Olympischen Sommerspielen in London teil. Dort schied sie über 100 Meter mit 11,56 s in der ersten Runde aus und verpasste mit der 4-mal-100-Meter-Staffel mit 43,21 s den Finaleinzug. Im Jahr darauf gewann sie bei den Südamerikameisterschaften in Cartagena in 44,01 s gemeinsam mit Eliecith Palacios, María Alejandra Idrobo und Lina Flórez die Silbermedaille im Staffelbewerb hinter dem brasilianischen Team, ehe sie bei den Weltmeisterschaften in Moskau mit 43,65 s im Vorlauf ausschied. Im November siegte sie dann in 43,90 s bei den Juegos Bolivarianos in Trujillo. Auf nationaler Ebene bestritt sie noch bis 2019 Wettkämpfe, ehe sie ihre aktive sportliche Karriere im Alter von 31 Jahren endgültig beendete.
In den Jahren 2009 und 2010 wurde Hinestroza kolumbianische Meisterin im 100-Meter-Lauf sowie 2010 und 2011 in der 4-mal-100-Meter-Staffel und 2010 auch in der 4-mal-400-Meter-Staffel.

## Persönliche Bestzeiten
- 100 Meter: 11,34 s (+1,2 m/s), 19. Juli 2008 in Bogotá
- 200 Meter: 23,37 s (+0,4 m/s), 3. Dezember 2004 in Bogotá